# Maello
Maello – gmina w Hiszpanii, w prowincji Ávila, w Kastylii i León, o powierzchni 65,34 km². W 2011 roku gmina liczyła 734 mieszkańców.